# 山崎百貨店
山崎百貨店（やまざきひゃっかてん）は、栃木県宇都宮市にあった日本の百貨店である。

## 歴史・概要
新潟県出身の山崎順蔵が同県柏崎市の大掛呉服店に勤めたのち、1924年（大正13年）に栃木県宇都宮市旭町で山崎呉服店を開いたのが始まりである。
1926年（大正15年）に宇都宮市江野町に移転したが、戦時統制下で休業となった。
1948年（昭和23年）10月に「有限会社山崎呉服店」を設立して法人化し、1951年（昭和26年）10月に「株式会社山崎呉服店」に改組し、1959年（昭和34年）10月に株式会社山崎百貨店に商号変更した。
1960年（昭和35年）10月25日に従業員180名が「山崎百貨店労働組合」を結成した。
1963年（昭和38年）に大田原市の映画館「大田原劇場」跡に出店した。
1964年（昭和39年）4月23日に隣接する「キャバレー新世界」で発生した火事で類焼し、鉄筋コンクリート造地下1階・地上5階建て・延べ床面積4,362m2の店舗が全焼した。
西武百貨店の宇都宮進出に対抗するため、1970年（昭和45年）に売場面積を約3,500m2増床して約6,900m2へ拡大し、1971年（昭和46年）9月に東急百貨店と業務提携して商品供給と人材派遣を受けた。
1974年（昭和49年）5月29日に業績不振で店舗の営業権を譲渡して、同年6月26日に閉店し、同年7月に不動産賃貸業に転換した。
そして、同年12月に当店跡に緑屋宇都宮店が開店した。

## 年表
- 1924年（大正13年） - 栃木県宇都宮市旭町で[1]山崎呉服店を開業[2]。
- 1926年（大正15年） - 宇都宮市江野町に移転[1]。
- 戦時統制下で休業[1]。
- 1948年（昭和23年）10月 - 「有限会社山崎呉服店」更[1]。
- 1960年（昭和35年）10月25日 - 従業員180名が「山崎百貨店労働組合」を結成[6]。
- 1963年（昭和38年） - 大田原市の映画館「大田原劇場」跡に出店[7]。
- 1964年（昭和39年）4月23日 - 隣接する「キャバレー新世界」で発生した火事で類焼し、店舗が全焼[4]。
- 1970年（昭和45年） - 売場面積を約3,500m2増床して約6,900m2へ拡大[5]。
- 1971年（昭和46年）9月 - 東急百貨店と業務提携して商品供給と人材派遣を受ける[8]。
- 1974年（昭和49年）
  - 5月29日 - 業績不振で店舗の営業権を譲渡[9]。
  - 6月26日 - 閉店[3]。
  - 7月 - 不動産賃貸業に転換[10]。
  - 12月 - 当店跡に緑屋宇都宮店が開店[11]。

## 過去に存在した店舗
- 大田原店（大田原市中央1-3-16[2]、1963年（昭和38年）開店[7] - ?閉店）
- 栃木営業所（栃木市室町223-1[2]、?開店 - ?閉店）